# Мамаду Біран Ваан
Мамаду Біран Ваан (д/н — 1864) — альмамі імамату Фута-Торо.

## Життєпис
Походив з впливового роду Ваан (частини клану Алькаті) з області Мбумба. Син альмамі Біран Ібраа Ваана. Разом з батьком протистояв Юсуфу Сіре Лі. 1836 року після смерті батька очолив клан, розпочавши боротьбу з альмамі з клані Лі, що захопили владу в імаматі.
1841 року скористався боротьбою в середині клана Лі захопив владу, ставши альмамі. У жовтні 1843 року уклав угоду з Луї-Едуардом Буе-Вільйоме, губернатором Сенегальської колонії, стосовно мит. Того ж року на деякий час позбавлений трону Мамаду Мамуду Джа, але до кінця року повернувся до влади.
Зумів на деякий час приборкати давнього опонента Алімана Рінджава Халіля з клану Ак, правителя області Боссеа. Спрямував війська на допомогу Мустару-Сіді, емру Бракни, у протистоянні з родичем Мухаммадом Раджелом, проте загони Фута-Торо зазнали поразки. В червні 1844 року альмамі особисто виступив проти Мухаммада Раджела, що став новим еміром Бракни. Сплюндрував область ульд-сієдів, але не зміг повалити еміра. Невдоволені війною з Бракною знать і духовенство повалили Мамаду Біран Ваана.
Продовжив боротьбу проти роду Лі, у 1847 року повернувся до влади, але невдовзі втратив її. 1848 року зміг більш-менш закріпитися на троні. Але рід Лі та Аліман Рінджава халіл продовжили проти нього боротьбу. Тому його влада не була певною. Лише 1849 року зміг знову закріпитися. В цей час французи вбили 75 тукулерів, чим спричинили нову війну. 4 лютого 1850 року уклав з Огюстом Бодіном, губернатором Сенегалу, мирну гугоду, за якою сплатив французам компенсації. Натомість відновлено сплату французькими купцями торгівельних мит. Також альмамі посилив стягнення з немусульман джизьї. Проте невдовзі вкотре позбавлений влади.
Повернувся на трон 1851 року. В цей час держава фактично розпалася на 3 частини, з яких Мамаду Біран Ваан контролював лише центральну. Але й цього разу влада його була непевною. Проти нього 1855 року виступив Хадам Алі, лам-торо (правитель) області Торо, який повалив альмамі. У листопаді 1856 року Мамаду Біран Ваан повалив альмамі Амаду Хамата Сі, відновившись на троні.
1857 року надав війська Мухаммаду-Сіді, еміру Бракни, проти родича Сіді-Алі. Того ж року з посиленням Імперії тукулерів уклав союз з державою Хассо і Сенегальською колонією. Спільно з французами біля Медіни завдав поразки Омару Таллу, який вже захопив східну частину імамамту Фута-Торо.
У 1859 році повалений військами Омар Талла, що поставив новим альмамі в Фута-Торо Мустафу Ба. Сам Мамаду Біран Ваан відступив до області Боссеа. 1861 року домігся обрання альмамі сина Ахмаду, але вже невдовзі загинув. 1863 року Мамаду Біран Ваан знову стає альмамі. Втім вже не мав якоїсь влади, оскільки французькі війська окупували імамат. 1864 року повалений, й 1865 року перебрався до м. Подор, під охорону французів. Тут ймовірно невдовзі помер.